# Sommer-Paralympics 2012/Teilnehmer (Peru)
| stlisierte Goldmedaille | stlisierte Silbermedaille | stlisierte Bronzemedaille |
| ----------------------- | ------------------------- | ------------------------- |
| —                       | —                         | —                         |

Peru entsandte zu den Paralympischen Sommerspielen 2012 in London einen männlichen Sportler.

## Teilnehmer nach Sportart

### Leichtathletik
| Athleten                 | Wettbewerb                   | Vorlauf / Vorkampf | Vorlauf / Vorkampf | Halbfinale   | Halbfinale | Finale       | Finale | Rang |
| Athleten                 | Wettbewerb                   | Zeit / Weite       | Rang               | Zeit / Weite | Rang       | Zeit / Weite | Rang   | Rang |
| ------------------------ | ---------------------------- | ------------------ | ------------------ | ------------ | ---------- | ------------ | ------ | ---- |
| Männer                   |                              |                    |                    |              |            |              |        |      |
| Pompilio Falconi-Alvarez | Diskuswerfen Männer – F35/36 |                    |                    | -            | -          | 31,08 m      | 10     | 10   |